# 보정로 (경주시)
보정로(BoJeong-ro)는 대한민국의 경상북도 경주시 구정동에서 시작하여, 천군동을 거쳐 연결하는 도로이다.

## 노선 경로
- 삼거리 명칭 미상 - 불국로
- 삼거리 명칭 미상 - 경감로 (국도 제4호선)

## 주요 건물 및 시설
- 신평동마을회관 - 경상북도 경주시 보정로 560
- 천군동마을회관 - 경상북도 경주시 보정로 619